# Papaver mcconnellii
Papaver mcconnellii är en vallmoväxtart som beskrevs av Hulten. Papaver mcconnellii ingår i släktet vallmor, och familjen vallmoväxter. Inga underarter finns listade i Catalogue of Life.